# Charles de Brosses
Charles de Brosses, conte di Tournay ([ʃaʁl də bʁɔs]; Digione, 7 febbraio 1709 – Parigi, 7 maggio 1777), è stato un magistrato, filosofo, linguista e politico francese.
Presidente del Parlamento di Digione, membro dell'Accademia delle Iscrizioni di Parigi e poi dell'Accademia di Digione, collaborò con l'Encyclopédie di Diderot e d'Alembert, dove viene citato 15 volte, in undici articoli differenti (Etymologie, Gamme, Impératif, Interjection, Langue, Lettre, O, Onomatopée, Orthographe, Synonyme, Trope). Si occupò di storia antica e di geografia, portando un contributo rilevante alla scoperta dell'Australia, e fu tra gli antesignani dell'antropologia e della linguistica moderne, argomentando in favore dell'origine naturale del linguaggio e propugnando una teoria raffigurativa del segno linguistico che anticipa i moderni studi di fonosemantica. Divenne celebre come narratore, nell'Ottocento, grazie al diario epistolare del suo viaggio in Italia del 1739-1740, pubblicato postumo nel 1836. È la fonte di Marx per il concetto di feticismo (neologismo a lui dovuto) ed è l'inventore dei nomi "Polinesia" e "Australasia".

## Vita

### Giovinezza
Charles de Brosses compie i suoi primi studi al Collegio dei Gesuiti di Digione, sotto la guida del padre Oudin, discreto italianista e latinista di fama, e in compagnia del conte di Buffon, futuro autore della Histoire naturelle (1749), al quale resterà legato in sincera amicizia per tutta la vita. Nel 1723 segue i corsi di Diritto alla neonata (1722) Università di Digione. Conosce oltre al francese, il latino, l'italiano, lo spagnolo e l'inglese.
Nel 1730 si laurea in giurisprudenza; il 13 febbraio assume il posto di consigliere al Parlamento di Digione; frequenta la Societé litteraire dell'umanista Bouhier; concepisce il progetto di un'edizione "ricostruita" di Sallustio, che pubblicherà nel 1777. Nel 1732 soggiorna a Parigi, dove ritrova i digionesi Crébillon, Piron, Rameau, Melot, Sainte-Palaye, e soprattutto Buffon, che vi è entrato in contatto con gli ambienti illuministi. Sabato 30 maggio 1739 parte col cugino Loppin de Montmort per un viaggio di studio e di piacere in Italia, che durerà dieci mesi; ad Avignone si unisce ai due fratelli La Curne de Sainte-Palaye, uno dei quali è un medievalista notevole; a Roma la compagnia si completa con i digionesi Legouz de Gerland e Guy de Migieu.
Conosce a Bologna il chimico Beccari e l'astronomo Zanotti, e il futuro papa cardinal Lambertini, con cui discute del divorzio del figlio dell'ambasciatore francese, il duca di St. Aignan, che aveva fatto un matrimonio un po' affrettato. A Firenze conosce gli abati Cerati e Niccolini, con cui manterrà un duraturo rapporto epistolare. A Roma, conosce il Ficoroni e lo zio di D'Alembert, il cardinale Tencin. Si reca a Napoli ad ascoltare Metastasio (di cui tradurrà qualche verso nel 1745) e si picca di apprendere il dialetto napoletano. Impagabile la sua descrizione del male di Napoli ("Dottore, un suo collega mi ha detto che dovranno amputarlo". "L'imbecille! Come non vedere che cascherà da sé?") Turista completo, sul versante enogastronomico fa parecchi paragoni tra i vini italiani e quelli di Borgogna; sul versante sessuale, ha divertenti avventure tra cui una, a Venezia, con la Bagarina, la cui fama aveva varcato le Alpi.
Ad Ariccia, vicino a Roma, si recano a vedere i giochi d'acqua; rimangono freddini fino al polipriapo, una fontana con dei corti tubi di cuoio che si drizzano al passaggio dell'acqua. Il più serio di tutti, Migieu, ne afferra uno e comincia a schizzare violentemente; la cosa degenera tanto che devono andare alla locanda a cambiarsi. Indossati degli abiti asciutti, decidono di fare un giro per il borgo; ma finiscono di nuovo al polipriapo; essendosi portati solo due vestiti per uno devono aspettare, ignudi davanti al fuoco, che questi si asciughino. Assiste all'eruzione del Vesuvio e ai primi ritrovamenti degli scavi di Ercolano. Rende visita, a Modena, al vecchio Muratori, che all'epoca lavora alle Antiquitates italicae Medii Aevi (1738-1742).
Le lettere da Roma denotano scarso interesse per gli aspetti storico-monumentali della città, per i quali de Brosses rinvia ad altre guide, mentre si diffondono nella descrizione dell'ambiente economico e sociale e degli stili di vita della popolazione, in particolare delle classi dominanti e dei loro usi mondani, dedicando molta attenzione ai francesi e altri stranieri residenti. Un altro argomento di grande interesse per l'ancora consigliere e per i suoi amici è la vita della corte papale. De Brosses arriva a Roma alla fine del regno di Clemente XII Corsini, il cui governo trova completamente delegato al "cardinal padrone" Neri Maria Corsini (e del quale egli mostra pochissima stima). La morte del vecchio papa gli fornisce una ghiotta occasione per diffondersi ampiamente nella cronaca delle cerimonie funebri, dell'inizio del conclave e delle manovre concistoriali (integrata da note sintetiche sui cardinali elettori e sulla loro papabilità), ma il 28 febbraio, prima dell'elezione di Benedetto XIV Lambertini, de Brosses lascia Roma e si mette sulla via del ritorno.
Al rientro risistema la raccolta delle lettere del viaggio, di tono realistico e brillante, per distribuirla agli amici; sarà pubblicata postuma da Colomb nel 1836, assicurandogli un posto nella storia della letteratura francese. L'opera fu lodata, tra l'altro, da Stendhal, nelle sue Passeggiate Romane.

### Maturità
Il 13 gennaio 1741 è fondata l'Académie de Dijon, di vocazione esclusivamente filosofico-scientifica, che contende all'umanistica Societé litteraire di Bouhier l'egemonia sulla vita culturale della città. De Brosses acquista la carica di Presidente à mortier del Parlamento. Eredita il feudo di Tournay, assunto a residenza estiva, dove si diletta in osservazioni al microscopio, e la cui vicinanza a Ginevra lo mette in contatto con gli ambienti cosmopoliti della città. Qui conosce tra gli altri Francesco Algarotti (Newtonianismo per le dame, 1737; Sopra la necessità di scrivere nella propria lingua, 1750), il naturalista Charles Bonnet e il fisico e matematico Jean Jallabert, bibliotecario alla locale biblioteca pubblica, con i quali intratterrà lunghi rapporti epistolari.
Il 23 novembre 1742 si sposa in prime nozze con Françoise Castel de Saint-Pierre, da cui riceve in dote un pacchetto di titoli della Compagnie des Indes. Nel 1744 si oppone a una decisione del Re, in nome del protocollo e dei privilegi del Parlamento; gli è comminato un esilio di sei mesi. Nel 1745 comincia la corrispondenza "filosofica" (durata fino al 1769) con il naturalista ginevrino Charles Bonnet (Traité d'insectologie, Parigi, 1745; Traité de psychologie, Londra, 1754; Essai analytique sur les facultés de l'âme, Copenaghen, 1760; Contemplation de la nature, Amsterdam, 1764-1765; Palingénésie philosophique, Amsterdam, 1769).
Nel 1746 è nominato membro corrispondente dell'Académie des Inscriptions et Belles-Lettres di Parigi. Il 3 giugno 1747 legge all'Académie des Inscriptions il primo lavoro di cui si abbia notizia, gli Eclaircissements sur un ouvrage de Salluste avec un essai d'explication suivie des fragments qui nous en restent, contenant l'histoire de la guerre civile de Lépide, père du Triumvir (stampato in estratti nel volume XXI, p. 50, della Histoire de l'Académie).
Il 13 giugno vi legge il Mémoire sur la division de l'Empire d'Assyrie au temps de Sardan I, et sur l'époque du premier siége de Ninive et de l'établissement de la monarchie des Mèdes, fixé à l'an 808 avant l'ère vulgaire  (stampato nel volume XXI, p.1 dei Mémoires de l'Académie). Secondo Mamet (1874: 201sgg.), quest'ultimo è notevole per la datazione dell'assedio di Ninive (808 a.C.), che sarà corretta solo di poco dalla decifrazione delle fonti cuneiformi (788 a.C.). Nel 1749 legge all'Académie des Inscriptions il Mémoire sur la découverte et l'état actuel de la ville souterraine d'Herculane et les circonstances de son ensevelissement sous les ruines du Vésuve. De l'état actuel du mont Vésuve, comparé à son ancien état.
Nel 1750 stampa a Digione per Desventes, in-8°, senza nome, né luogo, né editore le Lettres sur l'état actuel de la ville souterraine d'Herculée et sur les causes de son ensevelissement sous les ruines du Vésuve (tratto dal precedente; poi in parte confluito in Brosses 1836b: I); l'opera contiene un elenco completo dei reperti di Ercolano, tra cui una raccolta di iscrizioni, desunto da un libro di Marcello Venuti del 1748, il sovrintendente agli scavi conosciuto in Italia. Il 16 dicembre legge all'Académie des Inscriptions la Vie de Scaurus. Prince du Sénat (stampato nei Mémoires de l'Académie, XXIV, 235-261; poi confluito in Brosses 1777: I). Il 15 giugno 1751 legge all'Académie des Inscriptions il primo Mémoire sur la matière Etymologique, où il est traité de ses principes et de son utilité; il 18 giugno, il secondo Mémoire, où il est traité de la formation mécanique et naturelle des langues et des organes de la parole (sottratti alle pubblicazioni dell'Accademia, sono inoltrati a Diderot per essere attinti nell'Encyclopédie).
Risale a quest'epoca anche il progetto dell'Archéologue ou dictionnaire universel par racines. Non databile, se non come posteriore ai Mémoires e anteriore al Traité, è il manoscritto di uno Specimen etymologicon della mole di un piccolo in-folio (menzionato nella prefazione editoriale di Brosses 1801, come circolante in una quarantina di copie, deve corrispondere ai materiali che De Brosses dichiara di aver comunicato a Bullet 1754-60). Nemmeno databili sono i circa 50 ff. titolati Traité de la Parole comme signe des perceptions et des idées, sive de analogia libri septem; contenant sous la forme d'un essai de vocabulaire de la langue organique et primitive, un traité de la correspondance entre l'esprit et la voix, où l'on découvre les rapports généraux, établis par la nature entre les premiers sons organiques et la voix humaine, et les conceptions idéales de l'esprit humain; rapports fondés sur l'action que les objets naturels ont sur les sens extérieurs, de là sur les sens intérieurs de l'homme, et la réaction des sens intérieurs sur les organes vocaux (entrambi questi mss., menzionati da Foisset nel 1842, ci sono risultati irreperibili).
Il 17 aprile 1752 è fondata da de Ruffey una nuova Societé litteraire, cui de Brosses prende parte; in occasione della pubblicazione delle Lettres di Maupertuis (1752), il gruppo gli propone di occuparsi della questione di un viaggio di scoperta nelle terre australi; tra questa data e il 1754 De Brosses assume la direzione del consesso, lo dota di uno statuto di tipo accademico e ne muta il nome in Société physique et littéraire de Dijon. Nel 1753 legge alla Societé litteraire di De Ruffey Des premières découvertes faites aux Terres Australes; de l'utilité d'en faire de plus étendues et de la possibilité d'y former un établissement (letto anche all'Académie des Inscriptions nel giugno 1754 e sottratto alla pubblicazione per farvi delle aggiunte).
Il 20 novembre è data lettura all'Académie des Inscriptions di un terzo testo di argomento etimologico, oggi perduto, ma con ogni probabilità corrispondente alle Observations sur les langues primitives citate da Beauzée nell'articolo Interjection (1765) dell'Encyclopédie. Nel 1754 effettua un lungo soggiorno a Parigi, dove coltiva contatti negli ambienti scientifici e letterari (conosce senz'altro Duclos, Diderot, d'Alambert, Jean-Jacques Rousseau, Maupertuis ed Helvétius).
Comincia la corrispondenza "bibliografica" (durata fino al 1766) con il fisico e matematico Jean Jallabert, bibliotecario a Ginevra, che gli procura, oltre ai manoscritti esotici di cui si occupa nel 1755, le opere di Leibniz (1710; il 1º agosto 1754), di Wachter (1737; il 6 agosto 1755), e di altre fonti del Traité. Nel marzo del 1755 legge all'Académie des Inscriptions la Description d'un ancien vase ciselé trouvé dans le duché de Permie et de quatre manuscrits en langue et en caractères de Tangut et des Kalmouks, nouvellement trouvés dans les ruines de la ville d'Ablakit en Sibérie (stampata nel vol. XXX dei Mémoires de l'Académie; verte soprattutto sulla collocazione geografica della città di Ablakit).
Il 2 dicembre legge all'Académie des Inscriptions il Second Mémoire sur la Monarchie de Ninive contenant la fondation de Babel, celle de l'Empire d'Assyrie et l'histoire de Baal I ou Belus Nimrod son fondateur dans le cours du XXIIIe siècle avant l'ère vulgaire (redatto nel 1753; stampato nel vol. XXVII, pp. 1–83 dei Mémoires de l'Académie); vi è contenuta la tesi su Babele poi ripresa nel Traité (§63). Nel 1756 incontra per la prima volta Voltaire. Stampa a Parigi, per Durand, i due grandi volumi in-4° della Histoire des Navigations aux terres Australes, contenant ce que l'on sait des moeurs et des productions des contrées découvertes jusqu'à ce jour, et où il est traité de l'utilité d'y faire des plus amples découvertes, et des moyens d'y former un établissement; l'opera, cui risalgono i neologismi Polynésie ed Australasie, avrà un ruolo importante nelle esplorazioni di Bouganville (1769) e, tradotta in inglese da Callender (1766-1768), in quelle di James Cook, che metteranno capo alla colonizzazione dell'Australia (1770).
Nell'aprile del 1757 legge all'Académie des Inscriptions una Vie de Philippe, prince du Sénat (stampata nel vol. XXVII dei Mémoires de l'Académie, pp. 406–440; confluita in Brosses 1777: I e III); sotto l'influenza di David Hume, legge alla stessa Accademia Du culte des dieux fétiches, c'est-à-dire des objets terrestres et matériels, animaux ou inanimés, contenant le parallèle de l'ancienne religion de l'Egypte avec la religion actuelle de Nigritie, et l'examen philosophique et critique des causes auxquelles on a coutume d'attribuer le Fétichisme (prima attestazione del termine fétichisme); l'Accademia ne rifiuta le tesi e ne vieta la pubblicazione; la stampa avverrà clandestinamente a Ginevra nel 1760.
Nel 1758 è depositato l'atto del ballio con cui de Brosses cede a Voltaire vita natural durante la tenuta di Tournay, che provocherà tra i due un'aspra contesa di basso profilo, sulla quale storiografia e giurisprudenza concordano in favore di De Brosses; la vicenda gli costerà tuttavia il velenoso risentimento di Voltaire e la conseguente mancata elezione all'Académie française (1770-1771). Nel 1760 stampa a Ginevra, per Cramer, senza autore, città, né editore, Du Culte des Dieux Fétiches ou Parallèle de l'ancienne Religion de l'Egypte avec la Religion actuelle de Nigritie.
Il lavoro, dissacrante perché prospetta un'origine materialistica del sentimento religioso, piacerà agli enciclopedisti, che lo ripubblicheranno integralmente nella Encyclopédie méthodique (Jacques-André Naigeon [a cura di], Philosophie Ancienne et Moderne, Paris, 1792, t. II, pp. 411–457, article "Féthicisme"); Marx, che ne redasse nel 1842 un riassunto manoscritto sull'edizione tedesca, scoperto nel 1929, ne trarrà il proprio feticismo della merce; l'edizione moderna si deve a David 1988. A quest'epoca risale anche il rapporto epistolare con Hume e Diderot, pubblicato da David (1966).
Nel 1761 scioglie la Societé litteraire di De Ruffey, di cui ha preso la guida, e la fa confluire nell'Académie de Dijon, che a sua volta modifica il proprio statuto, accogliendo le materie umanistiche. Il 5 giugno e il 12 giugno vi legge De la communication du grand Océan des deux Indes avec les mers du Nord, vulgairement appelé Détroit d'Anian [oggi Stretto di Behring]; où l'on traite en détail de l'étendue réelle du Nord-Est de l'Asie, telle qu'elle est aujourd'hui connue, et de la fausse étendue qu'on veut donner au Nord-Ouest de l'Amerique sur le rapport d'une relation apocryphe de l'an 1640 (rimasto inedito). Il 16 agosto vi legge Abdication, mort et funérailles de Sylla (stampato nei Mémoires de l'Académie de Dijon, 1769; confluito in Brosses 1777: I).
L'8 gennaio 1762 legge all'Académie des Inscriptions Le Périple de l'Euxin, tel que l'on peut présumer que Salluste l'avait décrit vers la fin du IIIe livre de son histoire, rétabli sur les fragments qui nous en restent, à l'aide des anciens écrivains que Salluste a pu consulter et de ceux qui ont eu son ouvrage entre les mains (stampato nei voll. XXXII e XXXV dei Mémoires de l'Académie; confluito in Brosses 1777: II; costituisce secondo Foisset 1842 un autentico tour de force della ricostruzione filologica).
Il 21 gennaio 1763 legge all'Académie de Dijon il I capitolo del Traité; nel marzo l'opera è considerata completa ed è approvata dal censore il 30 settembre; il 14 agosto legge il Mémoire sur le fragment de Sanchoniaton (rimasto inedito). Il 2 marzo 1764 è aggiunto al Traité il capitolo IV sulla voce nasale. Morte della moglie (23 dicembre). Il 1º febbraio 1765 è aggiunto al Traité il capitolo XIII sui nomi propri. Morte del figlio (29 maggio). In dicembre termina la stampa a Parigi, per Saillant, dei due voll. in-12° del Traité de la formation méchanique des langues et des principes physiques de l'étymologie.
Nel gennaio 1766 una copia del Traité è donata all'Académie de Dijon. Il 21 marzo vi legge una Dissertation sur l'origine de la nation et de la langue grecque (oggi perduta). Il 27 maggio legge all'Académie des Inscriptions il Mémoire sur l'oracle de Dodone (stampato nel vol. XXXV dei Mémoires de l'Académie; riletto poi all'Académie de Dijon il 16 gennaio 1767). Il 2 settembre sposa in seconde nozze Jeanne-Marie Legouz de Saint-Seine, da cui avrà ancora due figlie e un figlio (nato il 13 marzo 1771).

### Vecchiaia
Il 6 maggio 1768 legge all'Académie des Inscriptions La seconde guerre servile ou la révolte de Spartacus en Campanie (frammenti di Sallustio tratti dal III e IV libro della sua Storia; stampato nel vol. XXXVII dei Mémoires de l'Académie). Il 16 marzo 1770 legge all'Académie de Dijon il Commentaire sur le 50e verset de Sanchoniaton, (relativo alla storia di Atlante e di Atlantide; rimasto inedito; poi attinto da Antoine Court de Gébelin).
Il 18 agosto 1771 legge all'Académie de Dijon il Mémoire sur un peuple nain de l'Afrique (i Quimos del Madagascar; si basa su informazioni erronee trasmessegli dal naturalista Commerson, che egli stesso aveva raccomandato e affiancato al capitano Bouganville). Il 6 novembre subisce un secondo esilio per disobbedienza al Re (fino al 3 gennaio 1772) ed è revocato della carica di Président à mortier.
Nel 1772 è fatto cancelliere dell'Académie de Dijon. Il 18 dicembre vi legge la prima parte dell'Essai de géographie étymologique sur les noms donnés aux peuples Scythes anciens et modernes (la seconda, l'8 gennaio 1773; stampato nel vol. II dei Mémoires de l'Académie de Dijon [1774]). Si tratta di un tentativo di applicazione della teoria del Traité ai toponimi e agli etnici nordasiatici; secondo Foisset 1842 la trattazione storica ed etnografica è più apprezzabile di quella linguistica.
Nel 1775 è reintegrato nella carica di Président à mortier e poi nominato Primo Presidente (22 giugno). Il 29 febbraio e il 14 marzo del 1776 legge all'Académie de Dijon una Vie de Salluste (stampata alla fine di Brosses 1777; più volte ristampata da altri traduttori di Sallustio)
Nei primi mesi del 1777 stampa a Digione, per Frantin, i tre voll. in-4° della Histoire de la République Romaine dans le cours du VIIe siècle, par Salluste; en partie traduite du latin sur l'original; en partie rétablie et composée sur les fragments qui sont restés de ses livres perdus, remis en ordre dans leur place véritable ou la plus vraisemblable. Le parti originali e quelle ricostruite sono stampate in corpo diverso. L'edizione, corredata da numerose illustrazioni storico-geografiche e da un cospicuo apparato di commento, è molto apprezzata dai critici ottocenteschi. Il 7 maggio muore in viaggio tra Digione e Parigi.

## Opere
Charles de Brosses è autore di cinque libri pubblicati in vita e di una raccolta di lettere postume:
- Lettres sur l'état actuel de la ville souterraine d'Herculée et sur les causes de son ensevelissement sous les ruines du Vésuve ("Lettere sullo stato attuale della città sotterranea di Ercolano e sulle cause del suo seppellimento sotto le rovine del Vesuvio"), in-8°, ill., Digione, Desventes, 1750.
- Histoire des Navigations aux terres Australes, contenant ce que l'on sait des moeurs et des productions des contrées découvertes jusqu'à ce jour, et où il est traité de l'utilité d'y faire des plus amples découvertes, et des moyens d'y former un établissement ("Storia delle navigazioni nelle terre australi, contenente ciò che si sa dei costumi e dei prodotti delle contrade scoperte fino ad oggi e dove si tratta dell'utilità di farvi più ampie scoperte e dei mezzi per formarvi un insediamento"), 2 voll. in-4°, Parigi, Durand, 1756.
- Du Culte des Dieux Fétiches ou Parallèle de l'ancienne Religion de l'Egypte avec la Religion actuelle de Nigritie ("Sul culto degli dèi feticci, o Parallelo dell'antica religione dell'Egitto con la religione attuale della Negrizia"), Ginevra, Cramer, 1760.
- Traité de la formation méchanique des langues et des principes physiques de l'étymologie ("Trattato della formazione meccanica delle lingue e dei principi fisici dell'etimologia"), 2 voll. in-12°, ill. Parigi, Saillant, 1765.
- Histoire de la République Romaine dans le cours du VIIe siècle, par Salluste; en partie traduite du latin sur l'original; en partie rétablie et composée sur les fragments qui sont restés de ses livres perdus ("Storia della Repubblica romana nel corso del VII secolo, di Sallustio; in parte tradotta dal latino sull'originale; in parte ristabilita e composta sui frammenti che sono rimasti dei suoi libri perduti"), 3 voll. in-4°, ill., Digione, Frantin, 1777.
- e  Le président de Brosses en Italie. Lettres familières écrites d'Italie en 1739 et 1740 ("Il presidente de Brosses in Italia. Lettere familiari scritte dall'Italia nel 1739 e nel 1740"), 2 voll., a cura di R. Colomb, Parigi, Didier, 1836.